# 安娜·乌什尼娜
安娜·尤里耶芙娜·乌舍尼娜（烏克蘭語：Ганна Юріївна Ушеніна，1985年8月30日—）是乌克兰女子国际象棋棋手，2012年12月获得女子国际象棋世界冠军。